# Aleksejs Jurjevs
Aleksejs Jurjevs (12 de outubro de 1909 — outubro de 1985) foi um ciclista letão. Nos Jogos Olímpicos de Verão de 1936 em Berlim, competiu representando Letônia em duas provas de ciclismo de estrada.